# Jean-Michel Henry
Jean-Michel Henry (Marselha, 14 de dezembro de 1963) é um esgrimista francês, campeão olímpico.
Jean-Michel Henry representou seu país nos Jogos Olímpicos de Verão de 1984 a 1996. Conseguiu a medalha de ouro na espada por equipe em 1988, e bronze na espada individual em 1992